# Sublegatus
Sublegatus és un gènere d'ocells de la família dels tirànids (Tyrannidae). Agrupa espècies natives de l'Amèrica tropical (Neotròpic), les àrees de distribució de les quals es troben des de Costa Rica a través d'Amèrica Central, del Sud i Antilles Menors fins al centre de l'Argentina.

## Descripció
Les espècies d'aquest gènere fan al voltant de 14 cm de longitud, són tirànids semblants als del gènere Elaenia, però amb bec més curt i tot negre (més curt a S. modestus). Habiten àrees semiobertes, on són notablement quiets i discrets, el que és bastant diferent de les molt semblants elaènies.

## Taxonomia
Tots els membres del gènere eren tractats anteriorment com a coespecífics, però l'existència de diferències vocals i de plomatge va implicar la separació en tres espècies, possiblement més. La població d'hàbits residents de S. modestus que habita en zones d'alçada a Bolívia, la qual posseeix ales més llargues, podria representar una espècie críptica, encara no descrita.
Els amplis estudis geneticomoleculars realitzats per Tello et al. (2009) van descobrir una quantitat de relacions noves dins de la família Tyrannidae que encara no estan reflectides en la majoria de les classificacions. Seguint aquests estudis, Ohlson et al. (2013) van proposar dividir Tyrannidae en cinc famílies. Segons l'ordenament proposat, Sublegatus roman a Tyrannidae, en una subfamília Fluvicolinae (Swainson, 1832-33), en una tribu Fluvicolini (Swainson, 1832-33), juntament amb part de Mionectes, Colorhamphus,, Ochthoeca, Silvicultrix, Pyrocephalus, Fluvicola, Arundinicola, Gubernetes, Alectrurus i provisionalment, Muscipipra. El Comitè de Classificació de Sud-americà (SACC) espera propostes per analitzar els canvis.
El nom genèric Sublegatus és una combinació de la paraula del llatí «sub» que significa proper, i del gènere Legatus; significant “que s'assembla a un Legatus”.
Segons la Classificació del Congrés Ornitològic Internacional (versió 2.5, 2010) aquest gènere està format per tres espècies:
- Sublegatus arenarum - mosquer de matollar septentrional.
- Sublegatus obscurior - mosquer de matollar amazònic.
- Sublegatus modestus - mosquer de matollar meridional.